# Парк краљице Елизабете
Парк краљице Елизабете енгл. Queen Elizabeth Park је општински парк од 130 хектара који се налази у Ванкуверу, Британска Колумбија, Канада, (надморска висина око 152 метра ). 
Подигнут је на месту старог каменолома. У парку има доста дрвећа како ниских тако и високих. Уређене су стазе, потоци и мостићи са разним врстама цвећа. У парку се налази Стаклена башта ("Блудел конзерваторијум"). У саставу парка су голф терени и тениски терени.
У парку се налази фонтана и већи број уметничких скулптура.

## Галерија
- Цвеће и мостић
- Поток
- Цветни аранжман у облику корњаче
- Цветни аранжман
- Цвеће
- Мостић
- Мостић вода и цвеће
- Три дрвета
- Кедар донација Либанских миграната 1995.г.
- Високо дрвеће
- Травњак и дрвеће у јесен
- Јавни сат донација из Хонг Конга
- Модерна скулптура, инсталација, са металом и "катанцима љубави" Брус Вајс
- Статуа Хенри Мура
- Фонтана
- Жардињера са цвећем
- Поглед на Ванкувер из баште

## Стаклена башта
Стаклена башта "Блудел конзерваторијум" енгл. Bloedel Floral Conservatory је стаклена топла климатизована башта у којој се налази велики број тропских биљака (око 500) и птица (око 120 егзотичних птица) и ситних животиња (мишеви, рибе...). Конзерваторијум је отворен 1969. године а име носи по највећем донатору при отварању и каснијем одржавању Пренсу Блуделу.
- Купола стаклене баште
- Улазак у стаклену башту
- Банана
- Кинески бамбус
- Палма врста Саго палма из Јапана
- Кафа (биљка)
- Биљка месождерка
- Висока палма и брзорастуће дрво једно поред другог
- Тропске рибе
- Миш
- Птица
- Птица
- Фазан из рода Златни фазан
- Црвено зелени папагаји врсте Ара,  Ara chloropterus red-and-green macaw
- Бели папагај из рода Какаду, white cockatoo , umbrella cockatoo , (Cacatua alba)
- Сулфур папагај врсте Какаду, Sulphur-crested cockatoo ,  (Cacatua galerita)
- Папагај са крестом боје цитрон врсте Какаду, у Ванкуверу, citron-crested cockatoo, (Cacatua sulphurea citrinocristata)
- Електус врста Папагаја eclectus parrot